# Caryadiplosis
Caryadiplosis är ett släkte av tvåvingar. Caryadiplosis ingår i familjen gallmyggor.
Kladogram enligt Catalogue of Life:
| Caryadiplosis | \| \| Caryadiplosis biconvexa \| \| \| \| \| \| Caryadiplosis venicola \| \| \| \| |
|               | \| \| Caryadiplosis biconvexa \| \| \| \| \| \| Caryadiplosis venicola \| \| \| \| |
|               | Caryadiplosis biconvexa                                                            |
|               |                                                                                    |
|               | Caryadiplosis venicola                                                             |
|               |                                                                                    |